# محمد عز الدين (لاعب كرة قدم)
محمد عز الدين هو لاعب كرة قدم سريلانكي في مركز الهجوم، ولد في 8 يونيو 1979 في سريلانكا في الإمبراطورية الهولندية. شارك مع منتخب سريلانكا لكرة القدم. أما مع النوادي، فقد لعب مع نادي الجيش.

## وصلات خارجية
- محمد عز الدين على موقع الاتحاد الدولي (مؤرشف)  (الإنجليزية)
- محمد عز الدين على موقع قاعدة بيانات كرة القدم.إي يو (الإنجليزية)
- محمد عز الدين على موقع ناشيونال فوتبول تيمز (الإنجليزية)
- محمد عز الدين على موقع Soccerway.com (الإنجليزية)